# Sunes sommar
Sunes sommar utkom 1994 och är den åttonde boken om Sune av de svenska författarna Anders Jacobsson och Sören Olsson. Boken filmatiserades även 1993.

## Bokomslaget
Bokomslaget visar familjen Andersson på stranden, med havet bakom. De står framför bilen, som en husvagn är kopplad till.

## Handling
Sommaren nalkas i Sverige, och familjen Andersson skall ut på semester. Anna vill tågluffa ensam, och Sune vill till Argentina där han hört att alla vackra flickor finns. Pappan Rudolf föreslår campingsemester i Myggträsk med tält och husvagn. Mamma föreslår en tur till Grekland, medan Håkan vill åka till Ankeborg. Det blir Grekland, men hans pappa gör bort sig på resebyrån och det blir husvagnssemester. Först får pappan foten överkörd, och tvingas gå med gips. Mamman kör bilen för långsamt, de stannar för att äta "skräpmat", spela minigolf och titta på sevärdheter. Pappan har med sig sin scoutbok, och även polisen dyker upp.
Sune träffar en flicka han blir förtjust i, Cornelia.

## Ljudbok
Inläsningarna utgavs 1994 på fyra kassettband på Änglatroll under titlarna "Huset på fyra hjul"., "Bildrullarna", "Strandraggarna" och "Cornelia"
Bandet "Cornelia" innehåller berättelserna "Åh, Cornelia", "Rudolf och den lilla kaffetåren", "Jakten på Cornelia" på sida A samt berättelserna "Det finns spöken på riktigt", "Den frivillige golfaren" och "En liten detalj" på sida B.

### Fotnoter
1. ↑  ”Sunes sommar” (på engelska). Worldcat. 12 mars 1994. https://www.worldcat.org/title/sunes-sommar/oclc/186097615&referer=brief_results. Läst 29 mars 2015.
2. ↑  ”Huset på fyra hjul”. Svensk mediedatabas. 12 mars 1994. http://smdb.kb.se/catalog/id/001523235. Läst 29 april 2015.
3. ↑  ”Bildrullarna”. Svensk mediedatabas. 12 mars 1994. http://smdb.kb.se/catalog/id/001523236. Läst 29 april 2015.
4. ↑  ”Strandraggarna”. Svensk mediedatabas. 12 mars 1994. http://smdb.kb.se/catalog/id/001523237. Läst 29 april 2015.
5. ↑  ”Cornelia”. Svensk mediedatabas. 12 mars 1994. http://smdb.kb.se/catalog/id/001523238. Läst 29 april 2015.
6. ↑  ”Cornelia” (på engelska). Discogs. 12 mars 1994. http://www.discogs.com/Anders-Jacobsson-och-S%C3%B6ren-Olsson-Sunes-Sommar-Cornelia/release/1909161. Läst 28 april 2015.